# Parlamentswahlen in Italien 1968
- PCI: 177
- PSIUP: 23
- PSU: 91
- PRI: 9
- SVP: 3
- DC: 266
- PLI: 31
- PDIUM: 6
- MSI: 24

Die Parlamentswahlen von 1968 fanden am 19. und 20. Mai 1968 statt. Sie waren die sechsten nach dem Ende des Zweiten Weltkriegs und der Einführung des allgemeinen Männer- und Frauenwahlrechts.
Gewählt wurden alle 630 Sitze in der Abgeordnetenkammer und 315 von 322 Sitzen im Senat.
Seit 1962 bzw. 1963 schlug die DC unter Aldo Moro eine Mitte-links-Koalition mit Einschluss der Sozialisten ein. In der Regierungsverantwortung schlugen letztere nun vollkommen einen sozialdemokratischen Kurs ein – infolgedessen gingen sie eine Wahlallianz mit den Sozialdemokraten ein, wobei sich der linke Flügel der Sozialisten abspaltete und unter dem Namen Partito Socialista Italiano di Unità Proletaria (Italienische Sozialistische Partei der proletarischen Einheit) zur Wahl antrat.
Die Wahl fiel außerdem in die Zeit der aufkeimenden Studentenproteste, die in Italien besonders starke Formen annahmen. Die Kommunisten erwiesen sich als unfähig, dieses Protestpotential zu integrieren und mit der Arbeiterbewegung in Verbindung zu bringen.

## Ergebnisse

### Camera dei deputati
| Listen                   | Listen                                           | Stimmen    | %    | Mandate |
| ------------------------ | ------------------------------------------------ | ---------- | ---- | ------- |
|                          | Democrazia Cristiana                             | 12.437.848 | 39,1 | 266     |
|                          | Partito Comunista Italiano                       | 8.551.347  | 26,9 | 177     |
|                          | Partito Socialista Unificato (PSI – PSDI)        | 4.603.192  | 14,5 | 91      |
|                          | Partito Liberale Italiano                        | 1.850.650  | 5,8  | 31      |
|                          | Partito Socialista Italiano di Unità Proletaria  | 1.414.697  | 4,5  | 23      |
|                          | Movimento Sociale Italiano                       | 1.414.036  | 4,4  | 24      |
|                          | Partito Repubblicano Italiano                    | 626.533    | 2,0  | 9       |
|                          | Partito Democratico Italiano di Unità Monarchica | 414.507    | 1,3  | 6       |
|                          | Südtiroler Volkspartei                           | 152.991    | 0,5  | 3       |
|                          | Socialdemocrazia                                 | 100.212    | 0,3  | –       |
|                          | Nuova Repubblica                                 | 63.402     | 0,2  | –       |
|                          | Partito Autonomo Pensionati d’Italia             | 41.716     | 0,1  | –       |
|                          | Union Valdôtaine                                 | 31.557     | 0,1  | –       |
|                          | Sonstige                                         | 87.740     | 0,3  | –       |
| Gesamt                   | Gesamt                                           | 31.790.428 | 100  | 630     |
|                          |                                                  |            |      |         |
| Ungültige Stimmen        | Ungültige Stimmen                                | 1.211.216  | 3,7  |         |
| Wähler                   | Wähler                                           | 33.001.644 | 92,8 |         |
| Wahlberechtigte          | Wahlberechtigte                                  | 35.566.493 |      |         |
|                          |                                                  |            |      |         |
| Quelle: Innenministerium |                                                  |            |      |         |

### Senato della Repubblica
| Listen                   | Listen                                           | Stimmen    | %    | Mandate |
| ------------------------ | ------------------------------------------------ | ---------- | ---- | ------- |
|                          | Democrazia Cristiana                             | 10.972.114 | 38,3 | 135     |
|                          | PCI – PSIUP                                      | 8.585.601  | 30,0 | 101     |
|                          | Partito Socialista Unificato (PSI – PSDI)        | 4.354.906  | 15,2 | 46      |
|                          | Partito Liberale Italiano                        | 1.943.795  | 6,8  | 16      |
|                          | Movimento Sociale Italiano                       | 1.304.847  | 4,6  | 11      |
|                          | Partito Repubblicano Italiano                    | 622.388    | 2,2  | 2       |
|                          | Partito Democratico Italiano di Unità Monarchica | 312.702    | 1,1  | 2       |
|                          | MSI – PDIUM                                      | 292.349    | 1,0  | –       |
|                          | Südtiroler Volkspartei                           | 131.071    | 0,5  | 2       |
|                          | Socialdemocrazia                                 | 36.073     | 0,1  | –       |
|                          | Partito Sardo d’Azione                           | 28.414     | 0,1  | –       |
|                          | Union Valdôtaine                                 | 25.891     | 0,1  | –       |
|                          | Soziale Fortschrittspartei Südtirols             | 5.870      | 0,0  | –       |
| Gesamt                   | Gesamt                                           | 28.616.021 | 100  | 315     |
|                          |                                                  |            |      |         |
| Ungültige Stimmen        | Ungültige Stimmen                                | 1.636.900  | 5,4  |         |
| Wähler                   | Wähler                                           | 30.252.921 | 93,0 |         |
| Wahlberechtigte          | Wahlberechtigte                                  | 32.517.638 |      |         |
|                          |                                                  |            |      |         |
| Quelle: Innenministerium |                                                  |            |      |         |